# Reformierte Kirche St. Johann (Schiers)

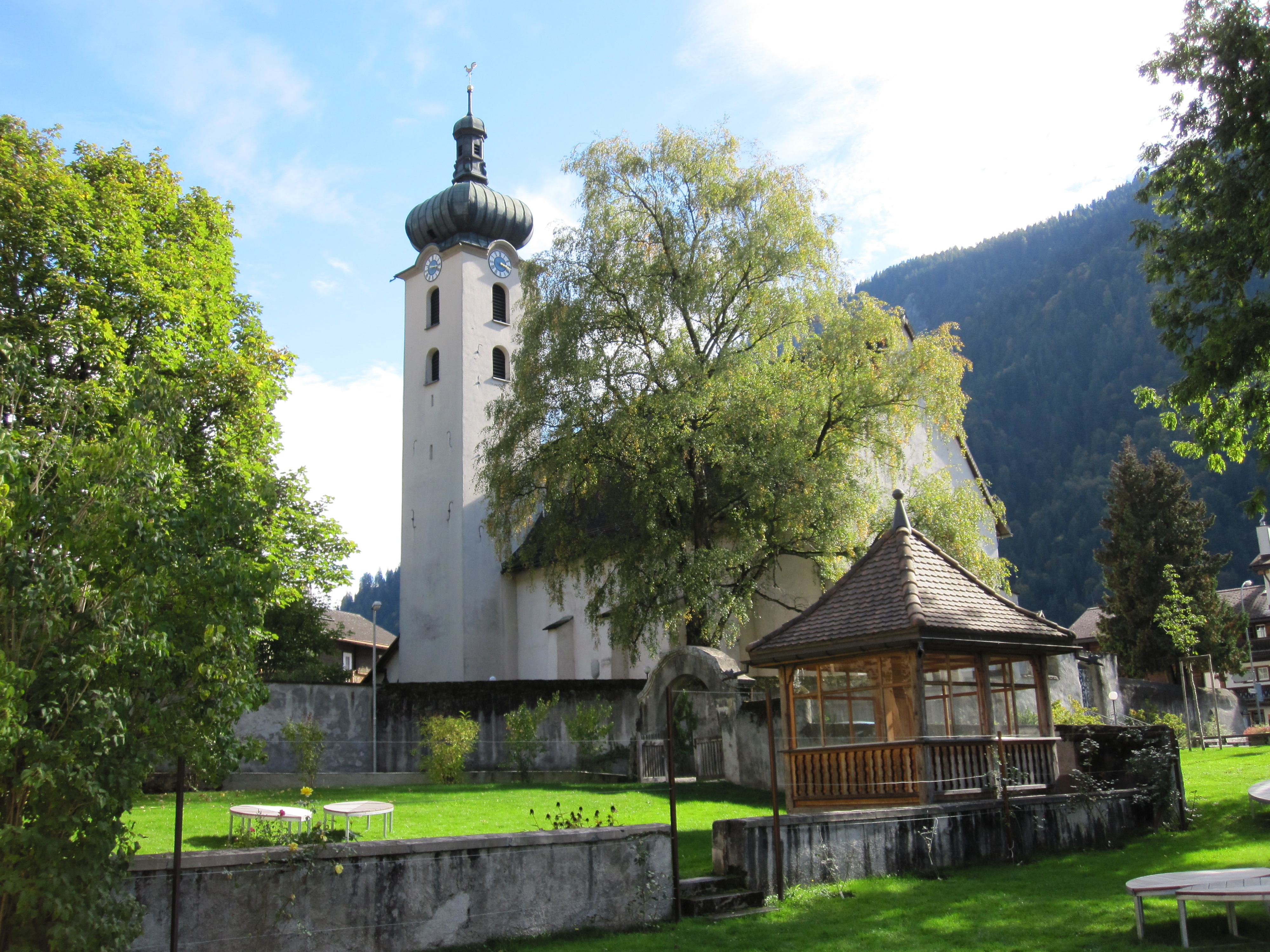
Aussenansicht

Die reformierte Kirche St. Johann in Schiers ist die Mutterkirche des Prättigaus und steht als evangelisch-reformiertes Gotteshaus unter dem Denkmalschutz des Kantons Graubünden. Letztmals restauriert wurde das Gebäude 1971.

## Geschichte
Ersturkundlich bezeugt ist ein unter dem Patrozinium des Johannes stehendes Kirchengebäude 1101. Die älteste Bausubstanz, die auf zwei Vorgängerbauten hindeutet aus dem 5. und 6. Jahrhundert, findet sich heute im Garten des benachbarten Pfarrhauses.
In den Anfangsjahren der Reformation 1519–22, doch noch vor Annahme derselben im Prättigau, erfolgte ein Neubau. Nach Verwüstungen im Zuge der Bündner Wirren wurde dieses Gebäude 1641 wiederhergestellt, ebenso 1768 nach massiven Brandschäden. Der Kirchturm stammt aus der Gründungszeit und wurde 1768 aufgestockt, zudem 1926 mit einem Helmdach versehen. Eine Glocke aus dem 18. Jahrhundert ist an der südlichen Aussenmauer der Kirche zum Gedenken an den Dorfbrand aufbewahrt.
Im Juni 2010 war die Kirche letztmals Austragungsort der Bündner Synode.

## Ausstattung

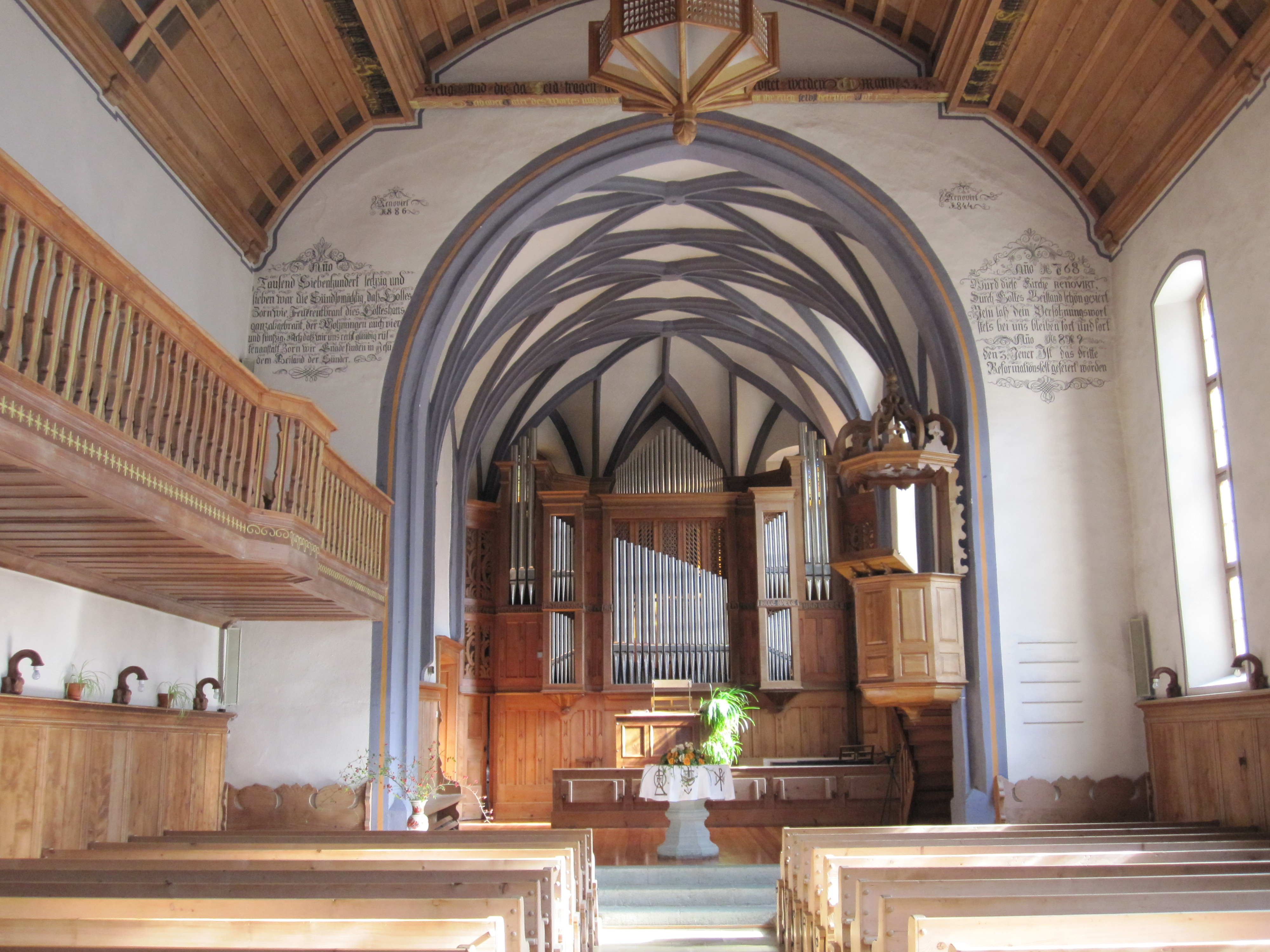
Innenansicht

Das Kircheninnere zeigt ein Langhaus mit linksseitiger Empore.
Der Chor ist typisch für Graubünden mit einem Netzgewölbe bedeckt. Die Kanzel mit Schalldeckel stammt aus der zweiten Hälfte des 18. Jahrhunderts. 
Zentral angebracht ist ein Taufstein neugotischen Stils.

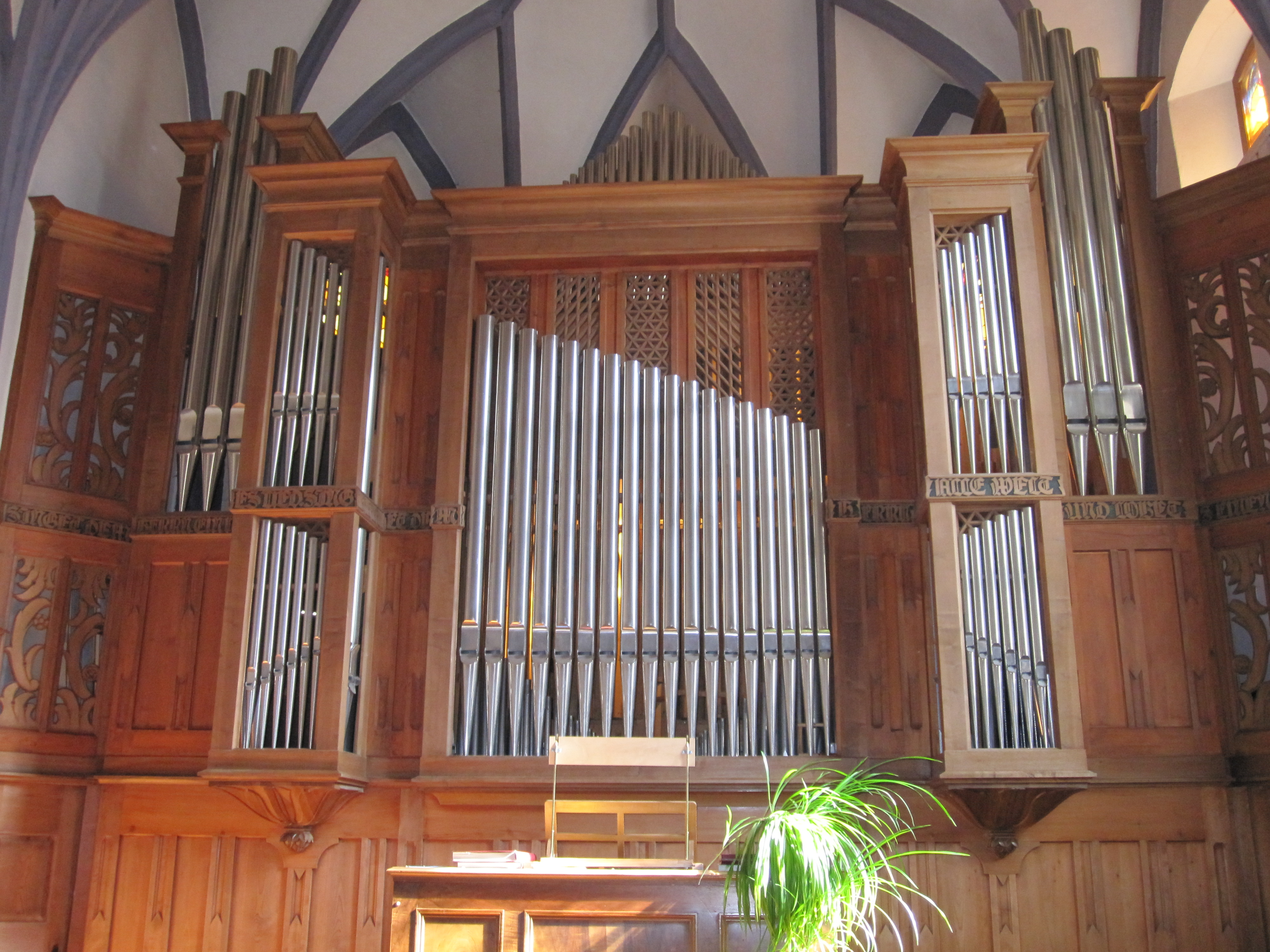
Blick auf die Orgel

Die monumentale, die gesamte Breite des Chors einnehmende Orgel wurde 1926 erbaut von Orgelbau Metzler & Co., damals noch in Felsberg ansässig. Die Gestaltung des Orgelgehäuses als beherrschendes Element im Chor geht auf den Architekten Nicolaus Hartmann d. J. (1880–1956) zurück. Das Instrument hat einen Umfang von 26 Registern auf zwei Manualen und Pedal, 3 Transmissionen, 1 Extension und 1 Gruppenregister. Die Spiel- und Registertraktur ist pneumatisch. Am Spieltisch der Orgel sind vier weitere Register eingerichtet, die allerdings vakant sind.
| I Hauptwerk C–g3 |                       |         |
| 01.              | Rohrflöte             | 16‘     |
| 02.              | Prinzipal             | 08'     |
| 03.              | Bourdon               | 08'     |
| 04.              | Gemshorn              | 08'     |
| 05.              | Oktave                | 04'     |
| 06.              | Flauto amabile        | 04'     |
| 07.              | Quinte (Vorab Nr. 10) | 02 ⁄3'  |
| 08.              | Oktave (Vorab Nr. 10) | 02'     |
| 09.              | Terz (Vorab Nr. 10)   | 01 3⁄5' |
| 10.              | Cornett III           | 02 ⁄3'  |
| 11.              | Mixtur                | 02'     |
| 12.              | Trompete (= Nr. 23)   | 08′     |

| II Schwellwerk C–g3 |                  |       |
| 13.                 | Diapason         | 8‘    |
| 14.                 | Flûte harmonique | 8'    |
| 15.                 | Gamba            | 8'    |
| 16.                 | Salicional       | 8'    |
| 17.                 | Voix céleste     | 8'    |
| 18.                 | Prinzipal        | 4'    |
| 19.                 | Traversflöte     | 4'    |
| 20.                 | Quintflöte       | 2 ⁄3' |
| 21.                 | Flautino         | 2'    |
| 22.                 | Mixtur           | 1 ⁄3' |
| 23.                 | Trompete         | 8'    |
| 24.                 | Oboe             | 8'    |

| Pedalwerk C–f1 |                          |     |
| 25.            | Subbass                  | 16' |
| 26.            | Echobass (= Nr. 1)       | 16' |
| 27.            | Prinzipalbass            | 08' |
| 28.            | Flötenbass (Ext. Nr. 1)  | 08' |
| 29.            | Choralbass               | 04' |
| 30.            | Basson-Oboe (Ext. Nr. 1) | 16' |
| 31.            | Posaune                  | 08' |

- Koppeln: II/I (auch als Unter- und Oberoktavkoppeln), II/II (jeweils als Unter- und Oberoktavkoppel) I/P, II/P

## Kirchliche Organisation
Die Evangelisch-reformierte Landeskirche Graubünden führt Schiers als eigenständige Kirchgemeinde.

## Galerie

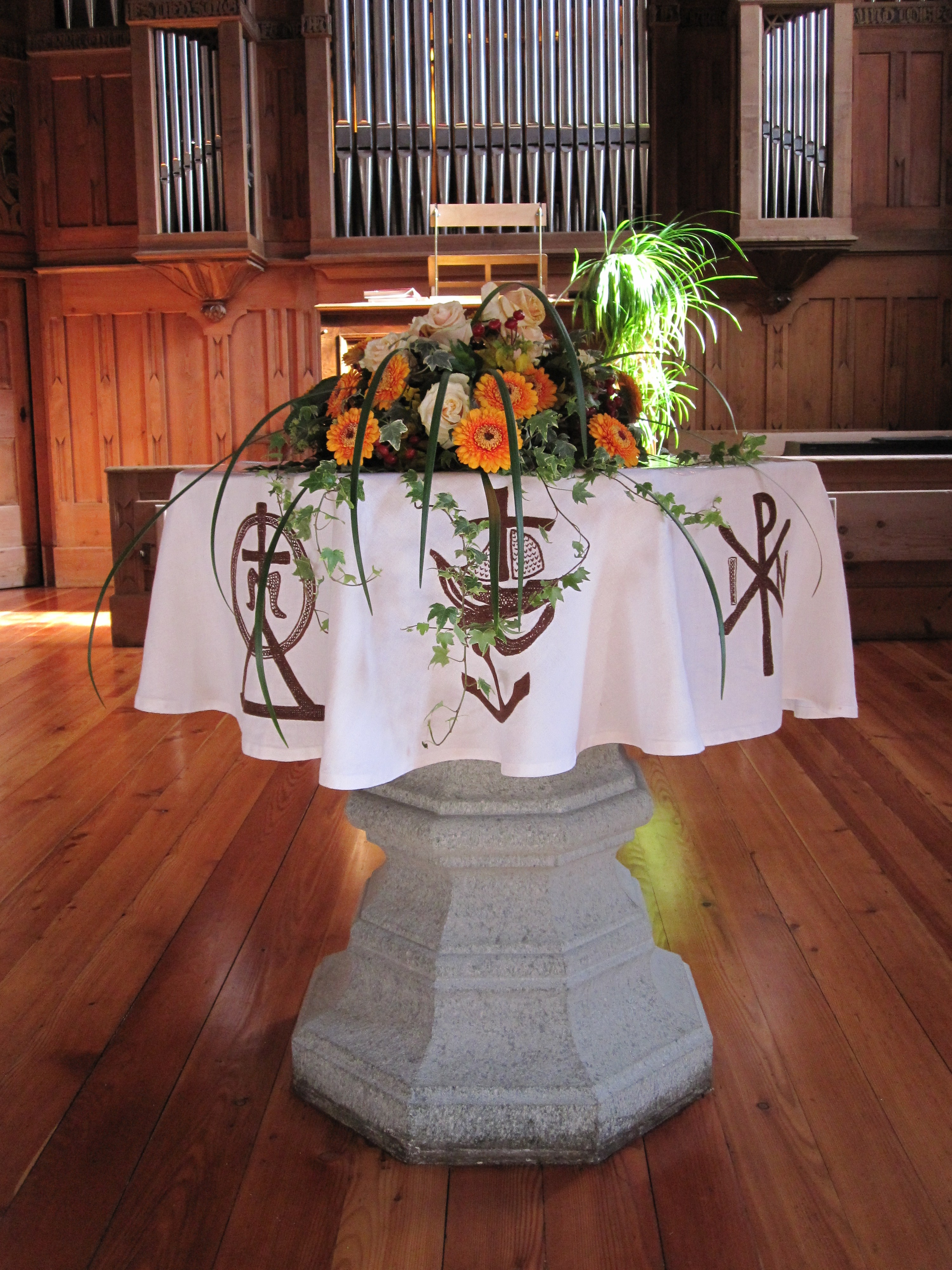
Taufstein
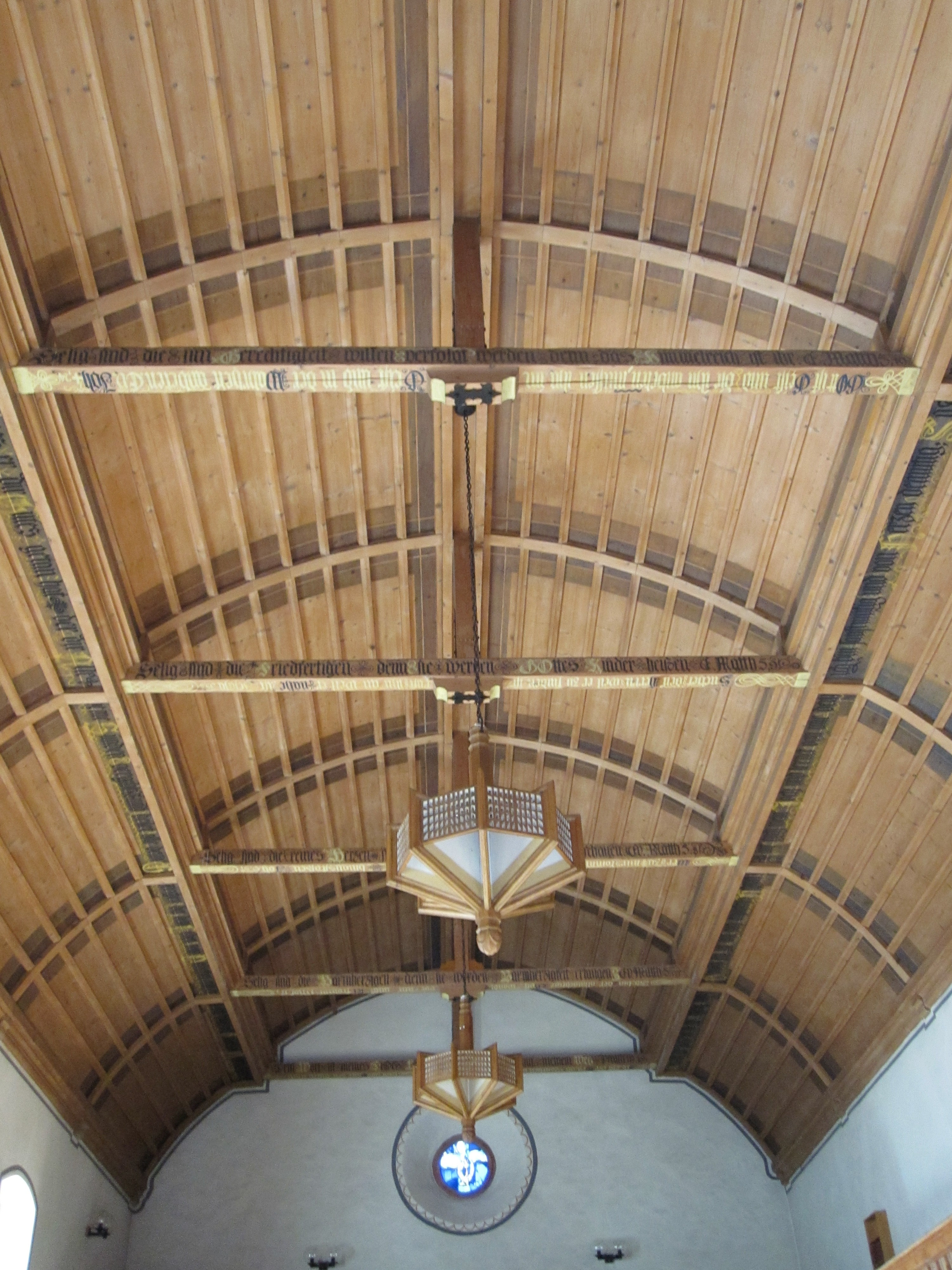
Deckenkonstruktion
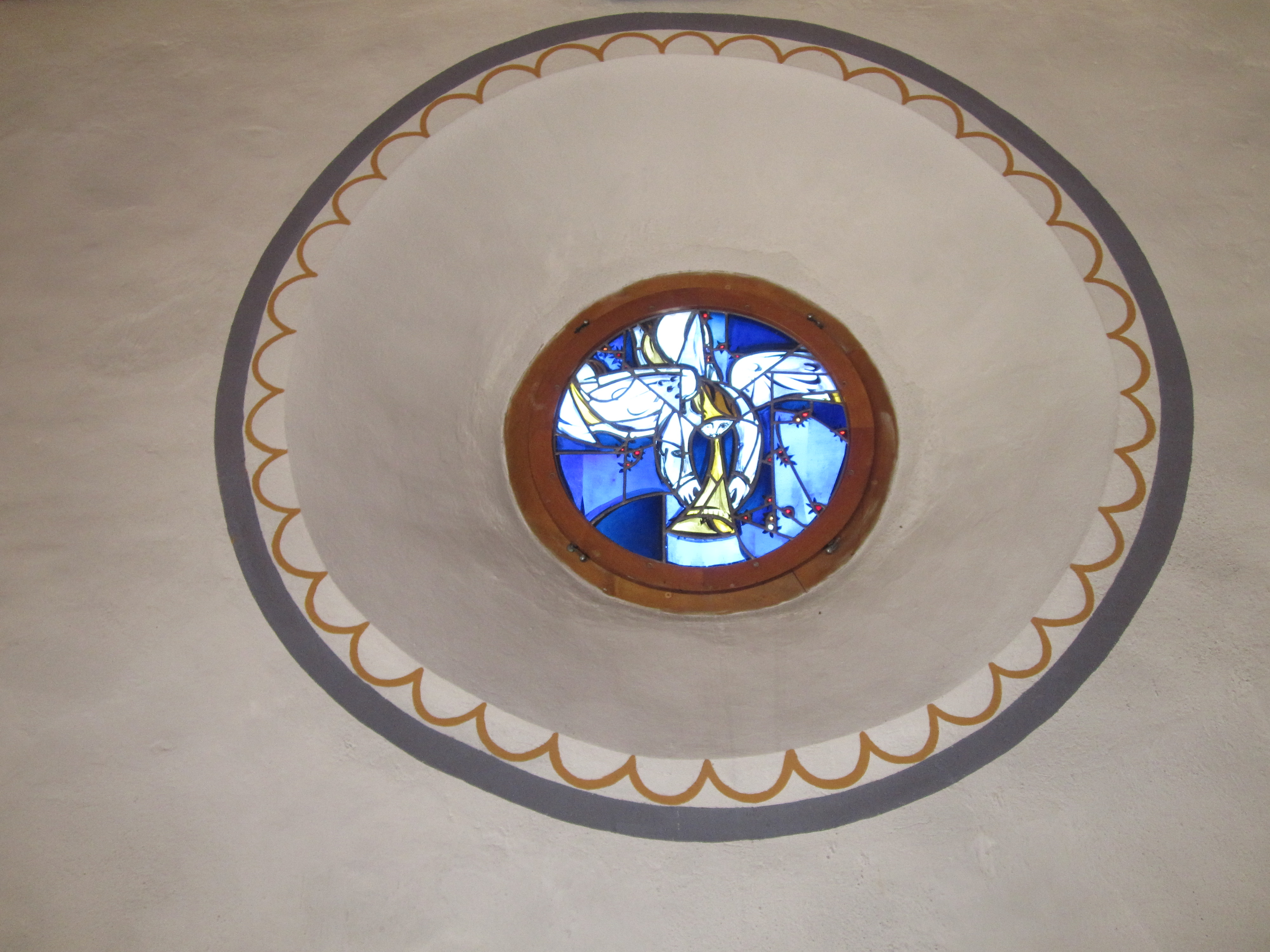
Glasgemälde über dem Portal im Bereich der Empore